# La Mercè
Pour l’article homonyme, voir Mercè.

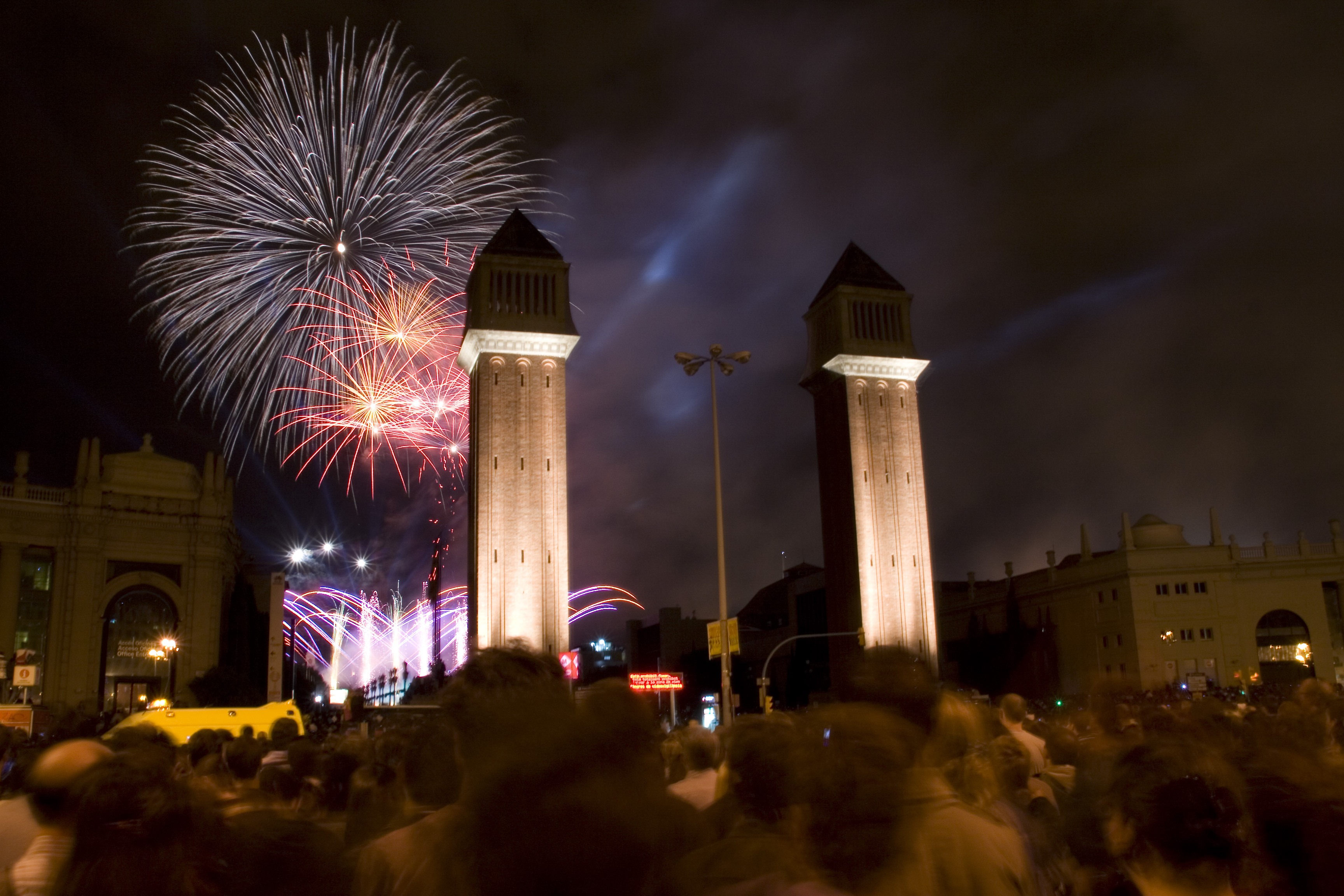
Feux d'artifice de clôture des fêtes de la Mercè à Barcelone.

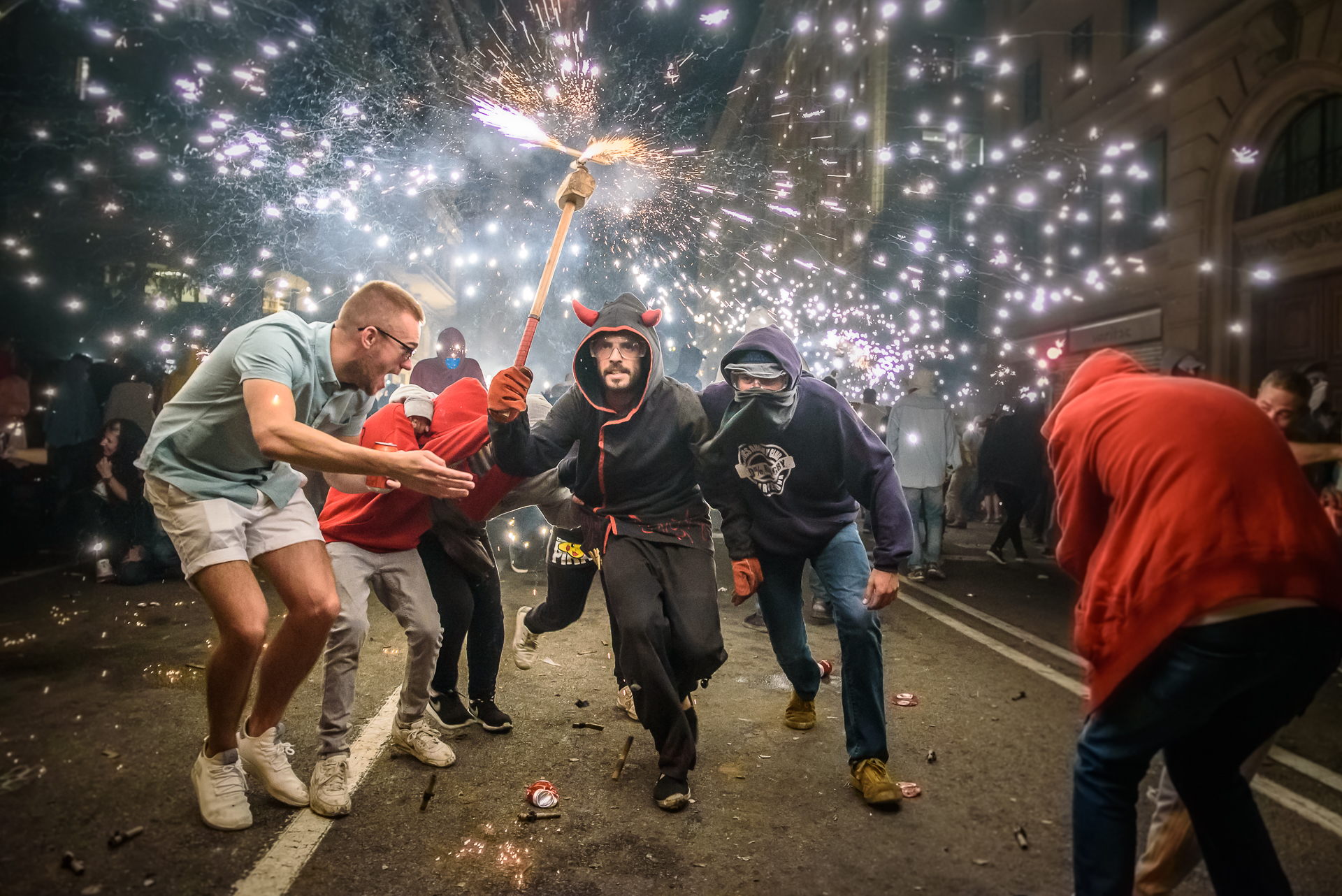
Correfoc.

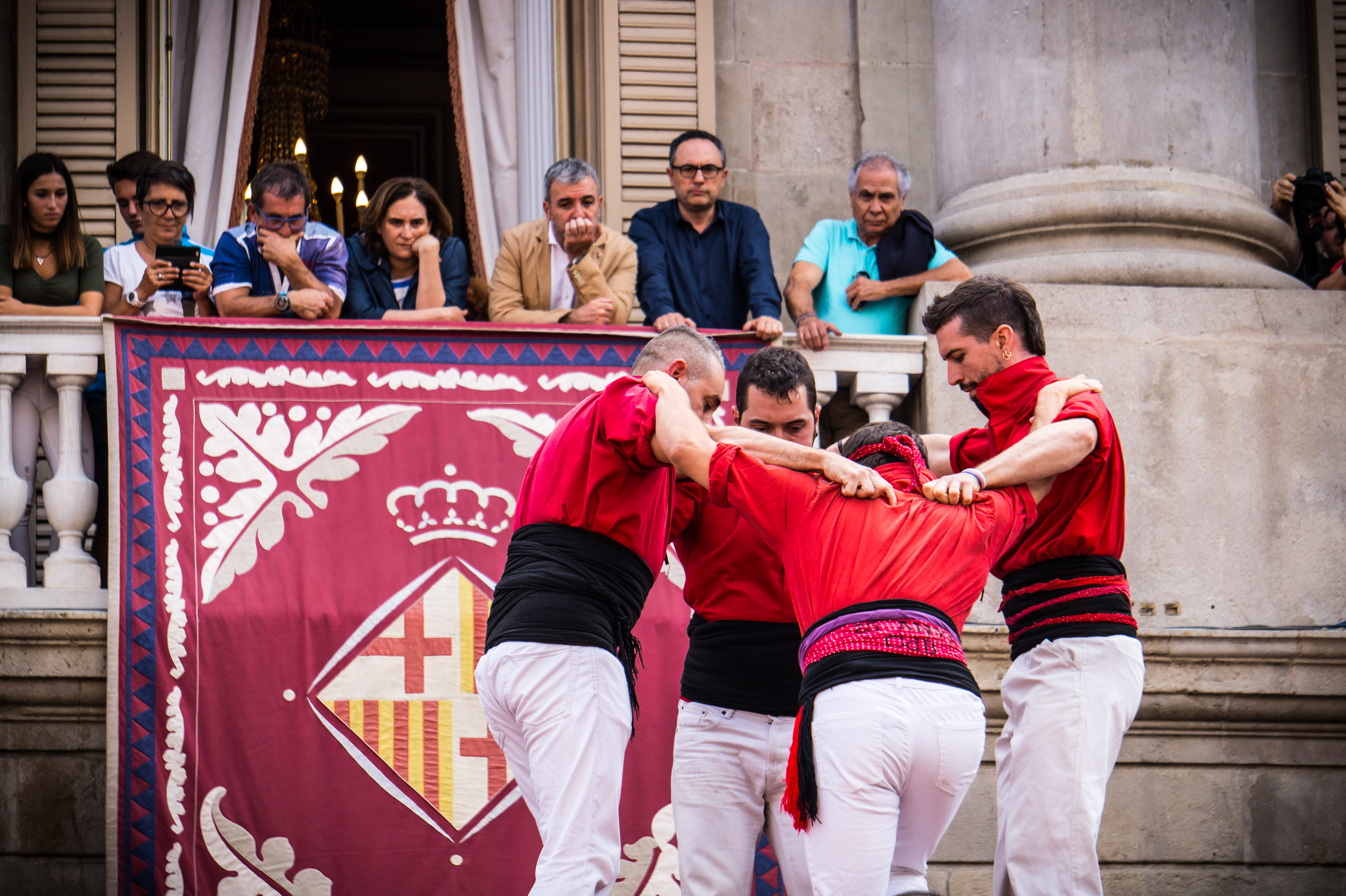
Castellers.

Tous les 24 septembre, Barcelone fête la Mercè. Ces grandes fêtes votives d'été (festa major d'estiu(ca)) de la capitale catalane sont célébrées en l'honneur de la Mare de Déu de la Mercè (Notre-Dame-de-Grâce), elles donnent lieu à de grandes réjouissances, toute la semaine qui inclut le 24 septembre.

La festa major d'hiver, plus modeste, est elle, consacrée à Santa Eulàlia le 12 février. Ces deux jours de festa major d'été comme d'hiver sont décrétés fériés par la mairie de Barcelone.

## Origine
Cette célébration, d'origine religieuse, se perpétue dans la capitale catalane depuis 1871.

La Vierge de La Mercè (Mare de Déu de La Mercè(ca)) est la patronne du district de Barcelone, alors que Santa Eulàlia est la patronne de la ville. 

En catalan, le mot mercè signifie, service, aide, dans un sens de compassion, de miséricorde bienveillante. La Mare de Déu de La Mercè rappelait aux fidèles le souvenir de ceux qui sont dans le malheur (la desgràcia(ca)).
Dans le Barri Gòtic du bas Barcelone, une basilique est consacré à la Mercè .
En 1687, Barcelone a subi une invasion de sauterelles. Pour lutter contre les insectes, les Barcelonais ont prié la Vierge. À la fin de l'invasion celle-ci fut nommée protectrice de la ville de Barcelone, bien qu'elle ne fut reconnue ainsi par le Pape qu'en 1868. Depuis cette date, tous les ans autour du 24 septembre se célèbre la fête de la Mercè.

## Déroulement
C'est un ensemble d'évènements culturels, folkloriques et de loisirs, se déroulant selon un rituel relativement immuable.

Chaque année on retrouve le pregó (discours d'une personnalité du monde de la culture qui lance les festivités), les arts du feu (correfoc, festival et spectacle pyrotechnique), les castells et falcons, bals de géants de Catalogne et de nombreux concerts, expositions, journées portes ouvertes…

## Affiche
Chaque année, la municipalité confie l'affiche à un artiste, un graphiste ou un designer catalan et/ou installé en Catalogne.
- 1979, Francesc Galí
- 1980, Ràfols Casamada
- 1981, Arranz Bravo
- 1982, Todó
- 1983, Artigau
- 1984, Miquel Vilà
- 1985, Miquel Vilà
- 1986, Perico Pastor
- 1987, Mariscal
- 1988, Frederic Amat
- 1989, Xavier Serra de Rivera
- 1990, Guinovart
- 1991, Joan Hernández Pijuan
- 1992, Manuel Esclusa
- 1993, Ramon Panadès
- 1994, Anna Miquel
- 1995, Gerard Sala
- 1996, Antoni Clavé, peintre
- 1997, Josep i Pere Santilari
- 1998, Ramon Herreros
- 1999, Nazario
- 2000, Jordi Benito
- 2001, Antoni Miralda
- 2002, Antoni Tàpies, peintre, sculpteur et théoricien de l'art catalan
- 2003, Enric Satué
- 2004, Perejaume, (Sant Pol de Mar, 1957)
- 2005, America Sanchez
- 2006, Vicente Rojo
- 2007, Enric Jardí
- 2008, Pere Torrent dit Peret, graphiste
- 2009, Pati Nuñez
- 2010, Claret Serrahima
- 2011, Catalina Estrada
- 2012, Jaume Plensa, sculpteur
- 2013, Joan Fontcuberta, photographe
- 2014, Ignasi Aballí, artiste visuel
- 2015, Sean Scully, peintre
- 2016, Miguel Gallardo, auteur de bande dessinée
- 2017, Javier Mariscal,  graphiste, auteur de bande dessinée et peintre
- 2018, Sònia Pulido, illustratrice
- 2019, Maria Corte, illustratrice
- 2021, Malika Favre, graphiste/illustratrice

## Pregó
Le pregó, est le discours inaugural de la festa major, il est écrit et prononcé par une personnalité remarquable du monde culturel barcelonais.
- 1995, Tarik Kupusovic, maire de Sarajevo
- 1996, Rafael Moneo, architecte
- 1997, Lord Yehudi Menuhin, violoniste et directeur d'orchestre
- 1998, Eduardo Leal Spengler
- 1999, Maruja Torres, journaliste et écrivain
- 2000, Robert Hughes, écrivain
- 2001, José Antonio Marina, philosophe
- 2002, Valentí Fuster, cardiologue
- 2003, Fatima Mernissi, écrivain, féministe et sociologue
- 2004, Carlos Ruiz Zafón, écrivain
- 2005, Rosa Regàs, écrivain
- 2006, Elvira Lindo, écrivain
- 2007, Pepita Castellví i Piulachs, océanographe
- 2008, Jaume Sisa, chanteur
- 2009, Montserrat Carulla et Vicky Peña, actrices
- 2010, Joan Margarit, poète et architecte
- 2011: Joaquim Maria Puyal, journaliste
- 2012: Lluís Torner i Sabata, chercheur
- 2013: Ferran Adrià, chef cuisinier
- 2014: Núria Gispert i Feliu, activiste sociale
- 2015: Andreu Buenafuente, journaliste et humoriste
- 2016: Javier Pérez Andújar, écrivain
- 2017: Marina Garcés, philosophe et essayiste
- 2018: Leticia Dolera, actrice
- 2019: Manuela Carmena, magistrate et femme politique